# Stupa in Benalmádena

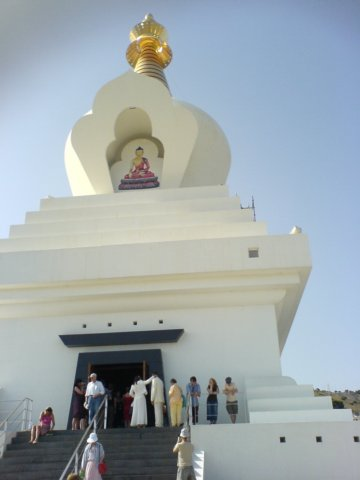
Stupa im spanischen Benalmádena – ein Projekt von Lopön Tsechu Rinpoche

Der Stupa in Benalmádena ist mit 108 Fuß oder 33 Meter Höhe der größte Stupa in Europa. Er wurde am 5. Oktober 2003 eingeweiht und war das letzte Projekt des buddhistischen Meisters Lopön Tsechu Rinpoche. Der Stupa liegt in Benalmádena, Málaga, in der andalusischen Region, im Süden Spaniens, über der Costa del Sol.
Der Stupa wurde von H.H. Kunzig Shamar Rinpoche, dem zweitbedeutendsten Lama der Karma Kagyu Linie eingeweiht. Ebenfalls anwesend waren Lömpo Sangye Ngodup, Minister Bhutans, Ole Nydahl und der Bürgermeister von Benalmádena, Enrique Bolin, welcher entscheidend an der Bereitstellung des Grundstücks beteiligt war, auf dem der Stupa steht.

## Lopön Tsechu Rinpoche
Lopön Tsechu Rinpoche besuchte Spanien zum ersten Mal 1990, als er Belehrungen und Übertragungen in Karma Guen, einem buddhistischen Meditations-Zentrum in der Nähe Vélez-Málagas, ungefähr 50 Kilometer von Benalmádena entfernt, gab. Er baute seinen ersten Stupa in Karma Guen im Jahre 1994, ein Symbol von Frieden und Wohlstand für Spanien. Lopön Tsechu Rinpoche sollte noch weitere 16 Stupas in Europa vor seinem Tod 2003 bauen. Er erhielt die spanische Staatsbürgerschaft 1995 und besuchte fortan das Land regelmäßig, wobei er Lehren und Übertragungen vermittelte.